# Margaretha Maria Snouck van Loosen

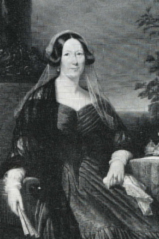
Margaretha Maria Snouck van Loosen, Porträt von Jan Adam Kruseman, 1850

Margaretha Maria Snouck van Loosen (getauft 6. September 1807 in Enkhuizen; gestorben 30. Oktober 1885 ebenda) war eine niederländische Stifterin. Sie gründete den Snouck van Loosenfonds.

## Leben
Margaretha Maria Snouck van Loosen wurde am 6. September 1807 in Enkhuizen getauft. Sie war die Tochter des Kaufmanns und Leutnants zur See Samuel Snouck van Loosen (1766–1839) und der Cornelia Petronella van Loosen (1772–1846). Sie war die jüngste der sechs Töchter des Ehepaares. Ihr Vater stammte aus Leiden und bei der Heirat nahm er den Nachnamen seiner Frau mit an. Ihre Mutter entstammte einer renommierten und wohlhabenden Kaufmanns- und Regentenfamilie aus Enkhuizen. Die Familie Snouck van Loosen lebte in einem stattlichen Gebäude am Dijk in Enkhuizen. Von Margarethas fünf Schwestern starb eine jung (1811) und zwei heirateten (1828, 1835). Nach dem Tod ihres Vaters im Jahr 1839 und ihrer Mutter im Jahr 1846 lebte Margaretha weiterhin mit ihren beiden unverheirateten Schwestern Anthonia Meynoutje (1795–1875) und Arnoldina Ursula (1803–1876) in dem Haus am Dijk. Sie Schwestern betätigten sich in allen Bereichen der Sozialarbeit in Enkhuizen. So gründeten sie unter anderem, wie aus dem Testament von Margaretha Maria Snouck van Loosen hervorgeht, eine „Anstalt zur Erteilung religiösen Unterrichts“ an der Breestraat und 1862 eine Nähschule an der Westerstraat. Ihre letzte überlebende Schwester Arnoldina Ursula starb 1876 und da auch ihre verheirateten Schwestern kinderlos gestorben waren, fiel ihr das gesamte, beträchtliche Familienvermögen zu.
In Enkhuizen war Margaretha Maria Snouck van Loosen als „die Dame“ bekannt. Margaretha Maria Snouck van Loosen starb am 30. Oktober 1885.

### Vermächtnis
Margaretha Maria Snouck van Loosen hinterließ ein Vermögen von über acht Millionen Gulden in Wertpapieren und Immobilien. In ihrem Testament vermachte sie rund zwei Millionen an Einzelpersonen, darunter einige Familienangehörige, Freunde sowie Mitarbeiter und Institutionen, darunter auch die Nähschule und die Schule für Religionsunterricht. Dabei erhielten nahezu alle Konfessionen Schenkungen für die Armen. Der Betrag, der nach Abzug der Erbschaften  und der Kosten der Testamentsabwicklung übrig geblieben war, sollte einem „für gemeinnützige Zwecke“ zu errichtenden Fonds zugutekommen. Dieser sollte von zwei Börsenmaklern,  Wander Lakenman aus Enkhuizen und Gerrit Wendelaar aus Amsterdam, verwaltet werden. Zusammen mit D. van Akerlaken waren sie auch die Testamentsvollstrecker.
Das Testament von Margaretha Snouck van Loosen wurde angesichts der Höhe des Erbes unter anderem von der Familie Snoeck angefochten. Dies hing allerdings auch mit der Art und Weise zusammen, wie die Herren die „Rettung“ ihres hinterlassenen Nachlasses angingen. Lakenman und Wendelaar traten als Erben auf, während sie laut Testament lediglich Testamentsvollstrecker und Verwalter des zu gründenden Fonds waren. Der Oberste Gerichtshof bestätigte dies 1893 noch einmal. Im Zusammenhang mit der Testamentseröffnung kam es noch zu weiteren unschönen Vorkommnissen, wie etwa dem offenbar übereilten Verkauf des gesamten Hausrats. Dennoch wurde im Jahr 1890 der Snouck van Loosen-Fonds gegründet, dem gemäß der Stiftungsurkunde die restlichen rund sechs Millionen Gulden des Nachlasses zustanden. Ebenfalls gemäß den Wünschen von Margaretha Snouck van Loosen wurde ihr Haus am Dijk 1893 in ein Heim für alleinstehende Frauen mit „anständigem Status“ umgewandelt, das bis 1998 als Altenheim diente. Die „Einrichtung“ für religiöse Bildung existierte vermutlich nicht mehr lange und aus der Nähschule wurde 1929 eine Frauenarbeitsschule.
Durch den Fonds wurde in der Stadt Enkhuizen der Snouck van Loosenpark eingerichtet. Damit wird auch ein Wunsch von Margaretha Snouck van Loosen erfüllt, nämlich dass der Fonds Arbeiterwohnungen „in angemessener Größe“ bauen sollte. 1895 erfolgte die Grundsteinlegung für die in einem Park gelegenen fünfzig Häuser. Bei der offiziellen Eröffnung im Jahr 1897 wurde ein „Snouck van Loosenpark-Marsch“ aufgeführt. In Enkhuizen wurde im Jahr 1900 ein Krankenhaus, das vom Snouck van Loosen Fonds finanziert wurde eröffnet. Fraglich war, ob dies dem Willen von Margaretha Snouck van Loosen entsprach, die in ihrem Testament festgelegt hatte, dass der Fonds niemals für „kommunale Ausgaben, Gebäude oder Einrichtungen“ verwendet werden dürfe. Zweifel an der Seriosität dieses Krankenhausprojekts kamen auch auf, weil es eine Initiative von Lakenmans Frau war, die damals noch die Managerin des Fonds war. Der Fonds verarmte im Laufe des 20. Jahrhunderts und 1960 wurde das Krankenhaus verkauft. 1977 übertrug der Fonds den Snouck van Loosenpark für drei Millionen Gulden an die Gemeinde Enkhuizen. Der Park, der als eines der ersten sozialen Wohnungsbauprojekte gilt und 1981 zum Nationaldenkmal erklärt wurde, wurde zwischen 1983 und 1984 vollständig renoviert. Die Häuser im Park wurden später an eine Wohnungsbaugesellschaft verkauft.
In den 1990er Jahren wurde die Snouck van Loosenfonds-Stiftung von W. van Leeuwen geleitet, einem angeheirateten Verwandten von Lakenman und noch immer ein Wendelaar, in der dritten Generation. Die von Margaretha Snouck van Loosen angestrebten „wohltätigen Zwecke“ waren jedoch in den Hintergrund getreten. Im Jahr 1999 schlossen sich die Erben von Loosen zusammen, um „den Snouck van Loosen-Fonds zu retten und wiederherzustellen“ und nach den Absichten von Margaretha Snouck van Loosen zu gestalten. Ihrer Ansicht nach sei der Fonds zu einem „wertlosen Investmentfonds“ verkommen. Ein Versuch, ihr ehemaliges Wohnhaus in ein Stadtmuseum umzuwandeln, scheiterte 2005 an fehlenden städtischen Mitteln. Ihr Name, bzw. der ihrer Familie, ist in Enkhuizen noch immer sehr präsent: Der Park, der Fonds und ihr Haus am Dijk sind alle mit dem Namen Snouck van Loosen verbunden. Es gibt zudem eine Snouck van Loosen-Stiftung für religiöse Bildung.